# 282
282 (CCLXXXII na numeração romana) foi um ano comum do século IV do Calendário Juliano, da Era de Cristo, teve início a um domingo  e terminou também a um domingo, a sua letra dominical foi A (52 semanas)
| Ano completo                    |
| ------------------------------- |
| Ano comum com início ao domingo |

## Acontecimentos
- Caro torna-se imperador romano.
- Uma nova cidade é construída em Fuzhou, um pouco mais a sul da cidade original de Ye. A rua principal mantém-se inalterada desde então.

## Mortes
- Probo, imperador romano, assassinado pelos seus soldados, em Sirmio.